# Бенестадская кирха
Бенестадская кирха (швед. Benestads kyrka) — лютеранский храм в Бенестаде, в коммуне Тумелилла в лене Сконе. Является храмом церковного прихода Тумелилла епархии Лунда Шведской Церкви. Храм основан в XII веке.
От первоначального церковного здания конца XII века сохранился только неф. Апсида была пристроена к нефу в XIII веке. В то же время в алтаре были возведены крестовые своды. Колокольню построили в XIV веке. Тогда же крестовые своды появились в нефе. В XV веке на северо-востоке от храма была построена оборонительная башня, которую в начале XIX века переоборудовали в колокольню. В 1859 году церковь капитально отремонтировали. Снесли старую колокольню, основание которой перестроили под новый вход. Дальнейшие ремонтные работы проводились в 1873 году, в 1903—1904 и 1949—1954 годах.
Интерьеры церкви содержат средневековые фрески трёх разных периодов. На алтарной арке сохранились фрагменты росписей XII—XIII веков. Стены алтаря украшены фресками первой половины XIV века, изображающими сцены из книги Бытия, святых и пророков. Своды нефа были расписаны около 1500 года; на них изображены сцены из Ветхого Завета, а также Страшный суд и семь смертных грехов. К тому же времени относятся фрески крестового свода в хорах авторства Мастера из Снорестада.
Кафедра в стиле барокко является самым старым предметом в интерьере церкви. Её создание датируется 1690 годом. На ней присутствует изображение герба Акселя Розенкранца из рода Розенкранцев, который в 1684 году владел соседним замком Оруп. Кафедра с балдахином является одной из выдающихся работ мастера Маттиаса Стенберга из Истада. Его же авторству принадлежат старая купель для крещения и алтарь. Последний датируется 1732 годом и изображает Голгофу — Распятого Христа с предстоящими Богоматерью и святым Иоанном Богословом. Купель для крещения изготовлена в 1904 году по проекту архитектора Теодора Волина, который отвечал за ремонт церкви в 1903—1904 годах.
В 1887 году в храме был установлен орган, построенный мастером Свеном Фогельбергом из Лунда. Современный пневматический орган был построен в 1954 году Фабрикой по производству органов А. Мортенссона.